# 好萊塢 (明尼蘇達州)
好萊塢（英語：Hollywood）是位於美國明尼蘇達州卡弗縣好萊塢鎮區的一個非建制地區。

## 歷史
好萊塢於1856年設立。其郵局於1869年設立，翌年結業後又於1882年重開，於1898年永久停運。

## 地理
好萊塢所處的海拔為高於海平面297米（即974英呎），而該地所採用的時區為UTC-6，即北美中部時區（CST）。同時該地設有夏令時間，為UTC-6調快一小時，即UTC-5（CDT）。